# 十二里庄天主堂
十二里庄天主堂是中国北方的一座著名天主教堂，在历史上，此地属于山东省武城县，这座教堂是山东最早的天主教堂。目前隶属于河北省衡水市故城县西半屯镇十二里庄村。
1690年前后，天主教北京代牧区以临清为中心，向山东西北部运河一带传教，范围包括恩县、武城等县，传教士多为意大利籍方济各会士。十二里庄就是当时形成的一个教徒村。在随后的百年禁教时期，十二里庄的教徒保持了天主教信仰，成为日后天主教在山东重新传播的基地。
1839年，罗马教廷成立山东代牧区，任命意大利籍方济各会会士罗类思为首任主教，主教公署设在十二里庄。这是山东最早的天主教堂。1847年10月，罗类思又在十二里庄创办山东总修院。1849年罗类思辞职后，江类思继任山东代牧区第二任主教。 
1861年，江类思主教根据《北京条约》，索回济南西门里将军庙街天主堂。1863年，山东代牧区座堂和山东总修院由武城县十二里庄迁济南。
1900年(光绪二十六年)六月，冠县义和团首领阎书勤率众攻打十二里庄教堂 ，但是并未成功，因为教徒们组织起来进行抵抗，并且使用了先进的武器。1903年重建十二里庄教堂，1905年完成。宏伟的西式青砖教堂及修女院、神父楼建筑群在低矮的民居中颇为醒目。
在1964年前后，河北、山东两省以京杭大运河为界重新划界，运河以西、原属武城的三个乡镇划归河北省。
2009年，十二里庄教堂被列为河北省第五批省级文物保护单位。